# Dmitrij Kwartalnow
Dmitrij Wiaczesławowicz Kwartalnow (ros. Дмитрий Вячеславович Квартальнов; ur. 25 marca 1966 w Woskriesiensku) – rosyjski hokeista, reprezentant ZSRR i Rosji. Trener hokejowy.
Jego brat Andriej (ur. 1963) także był hokeistą. Jego syn Nikita także uprawia hokej, grał w klubie Ałmaz Czerepowiec.

## Kariera zawodnicza
- Chimik Woskriesiensk (1982-1984)
- SKA MWO Kalinin (1984-1986)
- Chimik Woskriesiensk (1986-1991, 1993)
- San Diego Gulls (1991-1992)
- Boston Bruins (1992-1994)
- Providence Bruins (1993-1994)
- HC Ambrì-Piotta (1994-1997)
- EC KAC (1997-1999)
- Adler Mannheim (1999)
- Jokerit (1999-2000)
- Ak Bars Kazań (2000-2004)
- Siewierstal Czerepowiec (2004-2005)
- Chimik Woskriesiensk (2005)
- Krylja Sowietow Moskwa (2005-2006)
- Siewierstal Czerepowiec (2006-2007)
- Chimik Woskriesiensk (2007-2008)

Wychowanek Chimika Woskriesiensk. Pierwszą dekadę kariery rozgrywał w lidze radzieckiej w ramach mistrzostw ZSRR. W 1991 wyjechał do USA i przez rok grał w lidze IHL, po czym w drafcie NHL z 1992 został wybrany przez Boston Bruins. Następne dwa sezony występował w barwach tego klubu w rozgrywkach NHL, a także grał w zespole farmerskim w AHL. W 1994 powrócił do Europy i grał kolejno w lidze szwajcarskiej NLA, austriackiej Nationalliga, niemieckiej DEL, fińskiej SM-liiga. W 2000 powrócił do Rosji i grał superlidze rosyjskiej. Karierę zakończył po sezonie 2007/2008 rozegranym w macierzystym Chimiku w rozgrywkach Wysszaja Liga.
Uczestniczył w turniejach mistrzostw świata w 1989, 1991 (ZSRR) i 1996 (Rosja).

## Kariera trenerska

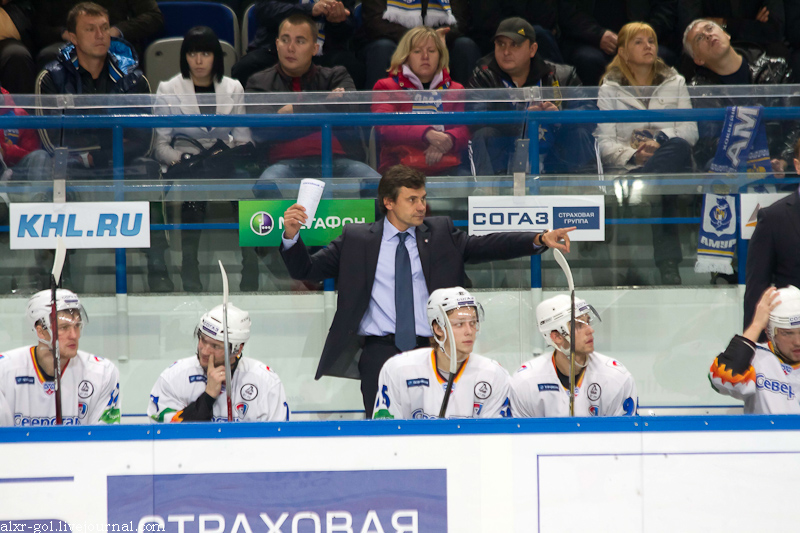
Dmitrij Kwartalnow jako trener podczas meczu Sibiru Nowosybirsk (2011)

- Siewierstal Czerepowiec (2009-2012), główny trener
- Sibir Nowosybirsk (2012–2014), główny trener
- CSKA Moskwa (2014-2017), główny trener
- Łokomotiw Jarosław (2017-2019), główny trener
- Ak Bars Kazań (2019-), główny trener

Po zakończeniu kariery został trenerem i od tego czasu prowadzi kluby w lidze KHL. Od czerwca 2009 przez trzy sezony prowadził Siewierstal Czerepowiec (zwolniony w lutym 2012). W kwietniu 2012 został szkoleniowcem Sibiru Nowosybirsk. W kwietniu 2014 został trenerem CSKA Moskwa. Od początku października 2017 główny trener Łokomotiwu Jarosław. Wiosną 2019 został głównym trenerem Ak Barsu Kazań.

## Sukcesy
Reprezentacyjne
- Złoty medal mistrzostw świata: 1989
- Brązowy medal mistrzostw świata: 1991

Klubowe
- Brązowy medal mistrzostw ZSRR: 1984, 1990 z Chimik Woskriesiensk
- Srebrny medal mistrzostw ZSRR: 1989 z Chimik Woskriesiensk
- Mistrzostwo dywizji NHL: 1993 z Boston Bruins
- Srebrny medal mistrzostw Finlandii: 2000 z Jokeritem
- Srebrny medal mistrzostw Rosji: 2002 z Ak Barsem Kazań
- Brązowy medal mistrzostw Rosji: 2004 z Ak Barsem Kazań

Indywidualne
- Liga radziecka 1989/1990:
  - Pierwsze miejsce w klasyfikacji kanadyjskiej
- IHL 1991/1992:
  - Lamoureux Trophy - pierwsze miejsce w klasyfikacji kanadyjskiej
  - James Gatschne Trophy - Najbardziej Wartościowy Zawodnik (MVP)
  - Garry F. Longman Trophy - najlepszy pierwszoroczniak sezonu
  - Pierwszy skład gwiazd
- National League A 1995/1996:
  - Pierwsze miejsce w klasyfikacji asystentów: 38
- Superliga rosyjska w hokeju na lodzie (2001/2002):
  - Nagroda Dżentelmen na Lodzie (pierwszy laureat tej nagrody)

Wyróżnienia
- Mistrz Sportu Klasy Międzynarodowej
- KHL (2013/2014): Nagroda „Wiara w Młodzież” im. „Anatolija Tarasowa” (dla trenerów dających szansę gry obiecującym zawodnikom młodego pokolenia)[5]
- KHL (2015/2016): Nagroda dla Najlepszego Trenera Sezonu im. Wiktora Tichonowa[6]